# 危険を買う男
『危険を買う男』（きけんをかうおとこ、L'Alpagueur）は1976年のフランスの映画。主演はジャン・ポール・ベルモンド。
日本では、2020年に『ジャン＝ポール・ベルモンド傑作選』として、「大盗賊」「大頭脳」「恐怖に襲われた街」「オー!」「ムッシュとマドモアゼル」「警部」「プロフェッショナル」とともに上映された。

## ストーリー
賞金稼ぎの"ハンター"と呼ばれる男は警察と繋がりを持ち、当局の手に負えないような事件の解決を高額の報酬と引き換えに請け負う。
ロッテルダムの麻薬組織・汚職警官の摘発など、次々と事件を片付けていく彼にドゥメック刑事から新たな依頼が舞い込む。それは、若者を利用して強盗や殺人を繰り返す謎の凶悪犯"タカ"を追うという仕事だった。

## キャスト
※括弧内は日本語吹替（初回放送1981年10月17日『土曜映画劇場』BD収録）
- "ハンター"：ジャン＝ポール・ベルモンド（前田昌明）
- "タカ"：ブリュノ・クレメール（細井重之）
- スピッツァー：ジャン・ネグロニ（石丸謙二郎）
- ドゥメック刑事：ヴィクトール・ガリヴィエ（寺島幹夫）
- コスタ：パトリック・フィエリ（高瀬哲朗）
- サリセチ：ジャン＝ピエール・ジョリス（桜本昌弘）

## スタッフ
- 監督：フィリップ・ラブロ
- 製作：ジャン＝ポール・ベルモンド
- 脚本：フィリップ・ラブロ、ジャック・ランツマン
- 撮影：ジャン・パンゼ
- 編集：ジャン・ラヴェル
- 音楽：ミシェル・コロンビエ